# Properzia de’ Rossi

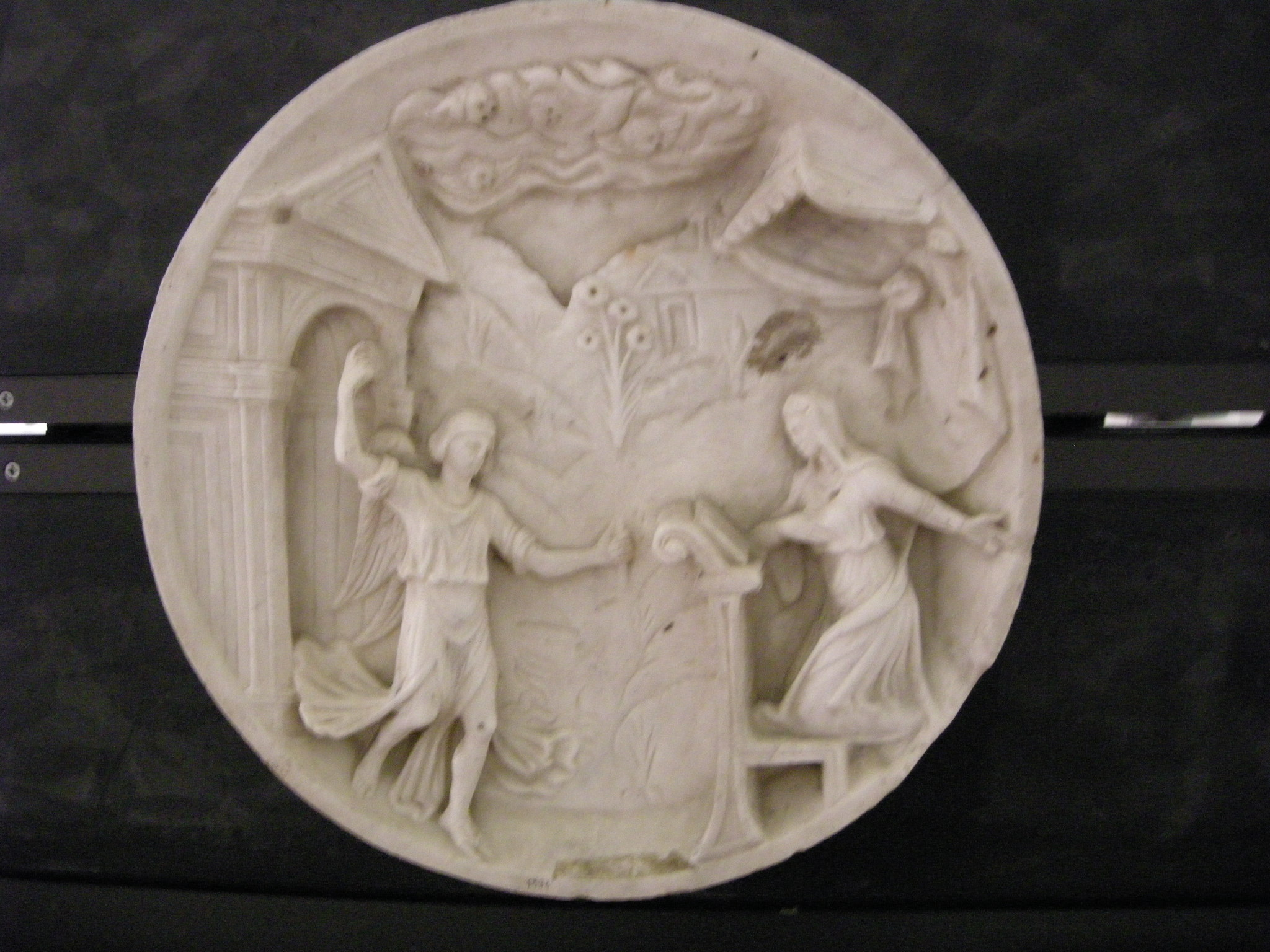
Anunciación de Rossi, en el museo de Bolonia.

Properzia de’ Rossi (1490 - 1530) fue música y escultora italiana del renacimiento.

## Biografía
Era hija de un notario y estudió con el maestro grabador boloñés Marcantonio Raimondi, conocido hoy día por sus grabados de las pinturas de Rafael Sanzio.
Muy pronto en su carrera, Properzia adquirió fama por sus complejas y pequeñas esculturas hechas en huesos de fruta, como albaricoques, melocotones y cerezas. Los temas de estas pequeñas esculturas eran a menudo religiosos, una de las más famosas fue una crucifixión hecha en un hueso de melocotón.
Próxima a cumplir los treintena, Rossi comenzó a trabajar a gran escala. Sus retratos en busto de mármol de este periodo le proporcionaron reconocimiento y numerosos encargos, incluyendo un programa decorativo para el altar de Santa María del Baraccano en Bolonia. También ganó un concurso para hacer una escultura para la fachada oeste de San Petronio, en Bolonia. Se encuentra documentado que se le pagó por tres sibilas, dos ángeles y un par de bajorrelieves, uno de ellos sobre el tema de José y la esposa de Putifar. En la escena, José consigue huir de la esposa de un oficial egipcio. Rossi utilizaba hábilmente los drapeados para ilustrar la tensión de esta dinámica escena.
Aunque obtuvo numerosos encargos durante su vida, murió antes de cumplir cuarenta años, en la miseria y sin parientes ni amigos.
Fue una de las aproximadamente treinta mujeres artistas, principalmente pintoras, del renacimiento italiano. Las mujeres escultoras eran una rara avis. Giorgio Vasari incluyó la biografía de Properzia en su famosa obra sobre biografías de artistas Le Vite. Sin embargo, sus comentarios sobre Properzia a veces son peyorativos. Por ejemplo, mientras considera «milagrosas» sus esculturas sobre huesos de frutas, también asevera, probablemente por error, que el retrato de la esposa de Putifar en el bajorrelieve aludido antes, era un autorretrato. También asegura que Rossi profesó un amor no correspondido por Anton Galeazzo Malvasía, un joven de la nobleza, y que el bajorrelieve mencionado ilustraba el rechazo de este por su amor. Esta afirmación de Vasari se encontraba fundada probablemente en un cuento apócrifo, pero su inclusión en la biografía de la artista demuestra la creencia renacentista en un supuesto carácter débil de la mujer. Vasari empleó el bajorrelieve de Properzia como ejemplo de cómo las mujeres, incluso las mejores dotadas, no eran capaces de huir de su «naturaleza femenina».